# Syedinenie (miasto)
Syedinenie (bułg. Съединение) – miasto w Bułgarii, w obwodzie Płowdiw, siedziba administracyjna gminy Syedinenie. Według danych szacunkowych Ujednoliconego Systemu Ewidencji Ludności oraz Usług Administracyjnych dla Ludności, 15 czerwca 2020 roku miejscowość liczyła 5 779 mieszkańców.

## Osoby związane z miejscowością

### Urodzeni
- Krystju Marinow (1855–1927) – bułgarski generał
- Petyr Szilew – bułgarski nauczyciel, brał czynny udział w ruchu zjednoczenia

### Związani
- Atanas Iwanow – bułgarski rewolucjonista, czetnik Iwana Naumowa Alabaki[2]
- Prodan Tiszkow – Czardafon (1860–1906) – bułgarski partyzant